# I.R.S. Records
I.R.S. Records var ett amerikanskt oberoende skivbolag grundat 1979 av Miles Copeland III, Jay Boberg och Carl Grasso. I.R.S. utgivningar distribuerades av A&M Records fram till 1985, av MCA Records fram till 1990 och slutligen av EMI fram till att bolaget lades ner 1996.